# کووالووتسه
کووالووتسه (به لهستانی:  Kowalowce) یک روستا در لهستان است که در گمینا زابوودوو واقع شده‌است.